# Räckeskog (naturreservat)
Räckeskog är ett naturreservat i Kinda kommun i Östergötlands län.
Området är naturskyddat sedan 1999 och är 34 hektar stort. Reservatet omfattar västsluttningar vid Ämmern nordöstra strand söder om gården Räckeskog. Reservatet består av ekdungar, talldominerad barrskog och strandskogar av al och andra lövträd.